# Luis Humberto López Portillo Leal
Luis Humberto López Portillo Leal Militar Mexicano que fue Comandante de la XI Región Militar sita en Zacatecas (1992-93), de la XXIV Región Militar ubicada en Morelos (1993-94), de la IX Región Militar que abarca los estados de Guerrero, Michoacán y Oaxaca, (1996-2000);  fue uno de los 18 candidatos (de acuerdo a la Ley Orgánica del Ejército y la Fuerza Aérea Mexicana) a ser nombrado como Secretario de la Defensa Nacional; fue Comandante de la Columna del Desfile Conmemorativo del CXCI Aniversario del Inicio de la Gesta de Independencia, el 16 de septiembre de 2001 y como tal, fue quien rindió el parte del mismo acto al C. Presidente Vicente Fox.
López Portillo Leal es egresado de la promoción 1960 del Colegio Militar, al que ingresó en 1957 y donde, además de estudiar con el anterior titular de la Defensa, fue compañero de algunos militares que con el tiempo pasarían a ser parte del personal castrense formado en la Escuela de las Américas, que el comando sur del Ejército de Estados Unidos tuvo en Panamá.
Entre sus compañeros estuvieron el general Carmelo Teherán Montero y Gastón Menchaca Arias. El primero fue capacitado por los estadounidenses en inteligencia militar y el segundo se especializó en operaciones de guerra irregular. Ambos actuaron contra el Ejército Zapatista de Liberación Nacional (EZLN) al inicio del conflicto armado en Chiapas.
Luis Humberto López Portillo no fue el primero de su familia en ingresar al Ejército. Su hermano Salvador fue ayudante del secretario de la Defensa Nacional durante el sexenio de Gustavo Díaz Ordaz, Marcelino García Barragán. Todavía a principios de los noventa fue director del Reclusorio Norte en el Distrito Federal. Otro de los hermanos de Luis Humberto, Antonio, también perteneció a las Fuerzas Armadas.
La primera estancia del general López Portillo Leal en Guerrero fue entre 1974 y 1976, al lado de Enrique Cervantes Aguirre, quien se convertiría en titular de la Defensa en el sexenio de Ernesto Zedillo.
En aquel entonces López Portillo Leal era mayor de infantería, Cervantes Aguirre teniente coronel, grado con el cual éste se desempeñó como comandante de la 27 Zona Militar. Años después, López Portillo Leal ocupó este mismo cargo, ya como general.
Con ellos llegó el entonces capitán Juan Alfredo Oropeza Garnica, quien también se graduaría en la Escuela de las Américas. Los tres participaron en la llamada guerra sucia en Guerrero, en tiempos de Lucio Cabañas.
En 1981, López Portillo Leal obtuvo el grado de coronel de infantería Diplomado de Estado Mayor. fue comandante de la 24 Zona Militar en Cuernavaca, Morelos. En Chiapas, durante el levantamiento del EZLN en 1994, también realizó tareas antisubversivas como jefe de la 30 Zona Militar.
Dos años después llegó a Guerrero como comandante de la IX Región Militar, que comprende la 27 zona militar, con sede en el Ticui, y la 35, en Chilpancingo. Su segundo paso por Guerrero estuvo marcado por los hechos ocurridos la madrugada del 7 de junio de 1998 en la comunidad El Charco, en el municipio de Ayutla de los Libres.
A finales de 1998 apareció en el Distrito Federal el Comando Patriótico de Concientización del Pueblo, integrado por militares de distintos rangos, procesados por la justicia castrense y liberados bajo fianza. El comando, integrado por el médico militar Bacilio Gómez, pugnaba por una reforma de la justicia militar. López Portillo Leal fue uno de sus principales críticos.
Al salir de Guerrero, ya en el gobierno de Fox y con su excompañero de generación, Clemente Vega García, como secretario de la Defensa, López Portillo Leal pasó a la comandancia del Primer Cuerpo del Ejército, una de las agrupaciones militares más importantes del país.
En 2001, su cercanía con Vega García lo llevó a encabezar el primer desfile militar del 16 de septiembre del entonces presidente Vicente Fox. Dos años después López Portillo Leal pasó a retiro. Se le mencionó como posible candidato a diputado federal, pero Vega se decidió por otro compañero de su generación, el general retirado Guillermo Martínez Nolasco.